# 易北河特遣队
易北河特遣队（Sonderkommando Elbe）是第二次世界大战期間納粹德國空軍组建的一支部隊，它负责在空中撞击、拦截敵方的重型轟炸機。
该部队只执行过一次作战任务，1945年4月7日，一支由180架Bf 109战斗机组成的部隊成功撞击15架盟军轰炸机，並撞落其中的8架。   
特遣队的组建目的是打击轰炸德国本土的同盟國空军力量，迫使其暂停轰炸，或至少降低轰炸强度。特遣队飞行员们得到的指令是，在撞击目标之前或与目标发生撞击之后要跳伞逃生。